# Серек (Альборз)
Сере́к (перс. سرک‎) — село на севере Ирана, в остане Альборз. Входит в состав шахрестана Кередж. Является частью дехестана (сельского округа) Асара бахша Асара.

## География
Село находится в северо-восточной части Альборза, в горной местности южной части Эльбурса, в долине реки Шехрестанек, на расстоянии приблизительно 33 километров к северо-востоку от Кереджа, административного центра провинции. Абсолютная высота — 2044 метра над уровнем моря.

## Население
По данным переписи 2006 года население села составляло 292 человека (148 мужчин и 144 женщины). В Сереке насчитывалось 86 домохозяйств. Уровень грамотности населения составлял 83,56 %. Уровень грамотности среди мужчин составлял 85,14 %, среди женщин — 81,94 %.